# 軽部ぐり
軽部 ぐり（かるべ ぐり、6月24日 - ）は、日本の成人向け漫画家。京都府出身。

## 経歴
2012年、「お隣こねくしょん」を『COMIC失楽天』（ワニマガジン社）11月号に発表して漫画家デビュー。以降も『COMIC X-EROS』などのワニマガジン系列で作品を発表している。

## 作品リスト
1. 『ツユだくおとめ』[4]（2017年1月31日発売[5]、ワニマガジン社〈ワニマガジンコミックススペシャル〉、ISBN 978-4-86269-475-1）
  - Splash Live!
  - グルメライター来目マミコの突撃!秘宿の晩ご飯
  - イキすぎカウントダウン!
  - びっち!?ぴゅあ♥らぶ!!
  - スイートジャーニー
  - 熱チュ～Cheer!
  - 亜熱帯ぱっしょん!
  - Love Limited
  - つんでれふぁいと
  - ガチ♥コン
  - 発情♥Revolution
  - お隣こねくしょん!
2. 『ふしだらハニー』（2018年10月31日発売[6]、ワニマガジン社〈ワニマガジンコミックススペシャル〉、ISBN 978-4-86269-591-8）
  - Melty Honeymoon （COMIC失楽天 2018年8月号）
  - ヒメゴト・カンケイ （COMIC失楽天 2018年4月号）
  - 女子大生とブッカケ本番人形劇 （COMIC はぴにんぐ Vol.2）
  - Private Mask （COMIC失楽天 2018年7月号）
  - 純愛妄想戯曲 （COMIC失楽天 2017年7月号）
  - にくしょく！あばんちゅーる （COMIC失楽天 2017年12月号）
  - 蜜の味 （COMIC失楽天 2018年2月号）
  - 素顔のキミ （COMIC失楽天 2017年10月号）
  - ヒート♥スイッチ （三和出版『コミックマショウ』 2015年1月号）
  - 隣のツイてる♥ゴスロリちゃん （コミックマショウ 2015年8月号）
3. 『いま…シたいの。』（2020年2月28日発売[7]、ワニマガジン社〈ワニマガジンコミックススペシャル〉、ISBN 978-4-86269-694-6）
  - せんせいと校外学習 （COMIC X-EROS #81）
  - せんせいと校内補習 （COMIC X-EROS #82）
  - せくしゃる♡すぺしゃる♡ほりでぃず （COMIC失楽天 2019年6月号）
  - 発情ホームタウン （COMIC X-EROS #80）
  - セイシュン！コミュニケイション （COMIC失楽天 2018年11月号）
  - Warm Charge （COMIC失楽天 2019年1月号）
  - Secret Face （COMIC X-EROS #79）
  - こあくまカノジョ （COMIC失楽天 2017年3月号）
  - ドリーム＆リアリティ （COMIC X-EROS #76）
4. 『アナタとがちんこ対決♥』（2021年11月30日発売[8]、ワニマガジン社〈ワニマガジンコミックススペシャル〉、ISBN 978-4-86269-811-7）
  - もこちゃん淫 the night！ （WEEKLY快楽天 2021年 No.35）
  - ボクたち肉食純情派！ （COMIC X-EROS #87）
  - 本日のがちんこ対決！ （COMIC X-EROS #89）
  - 本日のがちんこ対決！ 第2ラウンド （COMIC X-EROS #92）
  - GOGOキャンプ淫！ （COMIC X-EROS #88）
  - 発情ホームタウン・トモエちゃれんじ！ （COMIC X-EROS #83）
  - 西條院家のメイド私情 （COMIC X-EROS #90）
  - 感じる♥Destiny！ （COMIC X-EROS #84）